# Story of The Stones
Story of The Stones je dvostuki kompilacijski album The Rolling Stonesa iz 1982. godine.

## Popis pjesama

### Disk 1
1. "(I Can't Get No) Satisfaction"
2. "It's All Over Now"
3. "Time Is On My Side"
4. "Play With Fire"
5. "Off The Hook"
6. "Little Red Rooster"
7. "Let It Bleed"
8. "Have You Seen Your Mother, Baby, Standing In The Shadow?"
9. "Paint It Black"
10. "The Last Time"
11. "We Love You"
12. "You Better Move On"
13. "Under My Thumb"
14. "Come On"
15. "I Just Want To Make Love To You"
16. "Honky Tonk Women"

### Disk 2
1. "Jumpin' Jack Flash"
2. "Route 66"
3. "I Wanna Be Your Man"
4. "Mother's Little Helper"
5. "You Can't Always Get What You Want"
6. "Carol"
7. "Let's Spend The Night Together"
8. "Get Off Of My Cloud"
9. "19th Nervous Breakdown"
10. "Not Fade Away"
11. "Walking The Dog"
12. "Heart Of Stone"
13. "Ruby Tuesday"
14. "Street Fighting Man"

## Top ljestvice

### Album
| Godina | Ljestvica         | Pozicija |
| ------ | ----------------- | -------- |
| 1982.  | UK Top 100 Albuma | #24      |